# Myggan, Raseborg
Myggan är en ö i Finland. Den ligger i Finska viken och i kommunen Raseborg i den ekonomiska regionen  Raseborg i landskapet Nyland, i den södra delen av landet. Ön ligger omkring 93 kilometer sydväst om Helsingfors.
Öns area är 2,5 hektar och dess största längd är 290 meter i sydväst-nordöstlig riktning.